# Rhynchocinetes kuiteri
Rhynchocinetes kuiteri is een garnalensoort uit de familie van de Rhynchocinetidae. De wetenschappelijke naam van de soort is voor het eerst geldig gepubliceerd in 1983 door Tiefenbacher.